# Uitputtingsoorlog (1967-1970)
De Uitputtingsoorlog (Hebreeuws: מלחמת ההתשה Milhemet haHatashah, Arabisch: حرب الاستنزاف Ḥarb al-Istinzāf, Engels: War of Attrition) is een fase in het Arabisch-Israëlisch conflict. Hij bestond voornamelijk uit een reeks artillerieduels, luchtbombardementen en commando-overvallen tussen juni 1967 en augustus 1970.
Gamal Abdel Nasser, de president van Egypte, begon deze oorlog met de bedoeling de Sinaï, die tijdens de Zesdaagse Oorlog bezet was door Israël, te herwinnen. Nasser ging niet in op een Israëlisch aanbod de Sinaï te demilitariseren toen er niet tegelijkertijd een regeling kon worden getroffen ten aanzien van Jeruzalem en de Westelijke Jordaanoever. Hij begreep dat zijn leger voorlopig te zwak was om het in een grootschalig conflict tegen Israël op te nemen. Daarom hoopte hij door artilleriebeschietingen en een reeks kleine aanvallen, in een slijtageslag, zoveel verliezen toe te brengen aan Israëlische zijde dat men uitgeput de Sinaï zou opgeven.
Het conflict kenmerkte zich door een escalatie van steeds intensere geweldgolven, onderbroken door perioden van relatieve kalmte. Een eerste reeks schermutselingen in de zomer en herfst van 1967 bracht grote economische schade toe aan Egypte. Hierna bleef het lange tijd rustig. Nadat Israël in maart 1968, bij een strafexpeditie gericht tegen de PLO, Jordanië binnengevallen was, werd van Arabische zijde steeds sterkere druk op Nasser uitgeoefend de strijd te hervatten. Hij gaf nu aan op het aanbod tot demilitarisering te willen ingaan, maar het Israëlische kabinet wilde na de onverzoenlijke Resolutie van Khartoem alleen nog onderhandelen als de staat Israël erkend zou worden. In september 1968 hervatte Nasser de artilleriebeschietingen. Die werden echter al snel weer beëindigd toen Israëlische commando's in de Nijlvallei een deel van de Egyptische infrastructuur vernietigden. De rustpauze werd door Israël gebruikt door aan het Suezkanaal de Bar-Lev-linie aan te leggen, een stelsel van fortificaties. Na april 1969 waren er onafgebroken vijandelijkheden. Israël voerde steeds heviger luchtbombardementen uit op het Egyptische achterland, mogelijk gemaakt door leveranties van zwaardere Amerikaanse vliegtuigtypen. De supermachten de Verenigde Staten en de Sovjet-Unie zagen het conflict als een bedreiging van de wereldvrede. De Amerikanen kwamen in de herfst van 1969 met het Rogers-plan dat voorzag in een Israëlische terugtrekking in ruil voor diplomatieke erkenning van de staat Israël. Het werd door beide partijen verworpen. Na een dreigement van Nasser dat hij anders een Amerikaans bondgenoot zou worden, begon de Sovjet-Unie moderne luchtdoelraketten te leveren. De Sovjets gingen ook actief aan de oorlog deelnemen door gevechtsvliegtuigen in Egypte te stationeren. Dit leidde slechts tot een verheviging van de luchtoorlog. Sommige Israëlische politici wilden het conflict voortzetten totdat Egypte een totale nederlaag toegebracht was. Nasser vroeg nu om een wapenstilstand. Onder sterke Amerikaanse druk ging de Israëlische regering na een kabinetscrisis hiermee akkoord. Op 7 augustus 1970 ging de wapenstilstand in zodat de Sinaï in Israëlische handen bleef.
Nassers opzet om Israël uit te putten mislukte geheel. De last van de oorlog bleek voor Egypte het zwaarst, vooral financieel. Het aantal slachtoffers bleef aan beide zijden beperkt. Nadat Nasser stierf aan een hartaanval, respecteerde Anwar Sadat de wapenstilstand voorlopig. De overwinning in de Uitputtingsoorlog gaf Israël een vals gevoel van veiligheid. Nadat Israël weigerde zich terug te trekken in ruil voor erkenning, begon Sadat met de voorbereidingen op de grootschalige Jom-Kippoeroorlog van 1973 waarin het Egyptische leger onder dekking van de raketgordel succesvol het Suezkanaal zou oversteken.

## Achtergronden
Begin juni 1967 werd het Egyptische leger verpletterend verslagen in de Zesdaagse Oorlog en was met grote verliezen aan manschappen en materieel het Suezkanaal overgevlucht. President Nasser ging er op het eind van de oorlog nog van uit dat een snelle bilaterale regeling met Israël mogelijk zou zijn die in wezen een terugkeer naar de toestand van voor de oorlog zou inhouden: de Sinaï zou gedemilitariseerd worden en Israëls recht van vrije doorvaart door de Golf van Akaba zou erkend worden. Inderdaad deed de Israëlische regering op 19 juni een hiermee overeenkomend voorstel. Op dat moment echter hadden de internationale verhoudingen zich al zo verscherpt dat Israël en Egypte hun geschillen niet meer eenvoudig onderling konden bijleggen. Tijdens de Junioorlog waren namelijk ook de Westelijke Jordaanoever en de Hoogten van Golan bezet. Hoewel het Israëlische kabinet bij het begin van de oorlog besloten had dat men naar geen enkele gebiedsuitbreiding zou streven, bleken de Israëlische politici, nu die gebieden eenmaal waren veroverd, niet in staat unaniem tot de beslissing te komen om ze allemaal weer op te geven. Een meerderheid wilde heel Jeruzalem behouden wat onaanvaardbaar was voor Jordanië. Een nog groter obstakel voor een vredesregeling was dat de Syrische regering niet eens met Israël wilde praten en een voortzetting eiste van wat het als een "volksbevrijdingsoorlog" van Palestina zag.
Op 22 juni trok Nasser de conclusie dat er vele jaren van militaire spanningen met Israël te verwachten waren. Hij vroeg de Sovjet-Unie om militaire bijstand in deze situatie. De Sovjet-Unie zag dit als een uitgelezen kans haar invloed in het Midden-Oosten uit te breiden en was maar al te graag bereid die militaire hulp te verlenen. Nasser begreep echter dat de Egyptische strijdkrachten in ieder geval voorlopig niet in staat waren om het in een grootschalige oorlog tegen Israël op te nemen. Hij besloot daarom tot de tactiek van de uitputtingsoorlog over te gaan: een opeenvolging van kleinschalige confrontaties. Door de geringe bevolkingsomvang was Israël kwetsbaar voor een geleidelijke opeenstapeling van verliezen die zijn vermogen en wil om oorlog te voeren zou uitputten.

## Fasen van de oorlog
Volgens de oorspronkelijke Egyptische opzet, die in september 1967 door Nasser publiek werd gemaakt, zou de oorlog in drie fasen moeten verlopen. In de eerste, die van de "weerstand", zou het Egyptische leger zijn aanwezigheid aan het Suezkanaal dermate moeten versterken dat het in staat was weerstand te bieden aan Israëlische druk, zich aan het front te handhaven en Israëlische overschrijdingen van het kanaal te verhinderen. In de tweede fase, die van de "afschrikking", zou een opbouw van de Egyptische vuurkracht een Israëlische aanwezigheid aan het kanaal onmogelijk moeten maken door continue zware artilleriebeschietingen. Dat zou dan gunstige voorwaarden scheppen voor de derde fase, de eigenlijke "uitputtingsoorlog" of "oorlog van het leegbloeden", waarin het Egyptische leger opeenvolgende diepere aanvallen in de Sinaï zou uitvoeren. Israël zou de binnendringers slechts met kostbare tegenaanvallen weer kunnen verdrijven en er hopelijk op den duur helemaal van afzien het verloren gegane terrein te heroveren, de oostelijke kanaaloever in zijn geheel opgevend.
Het is echter niet goed mogelijk aan de hand van dit schema het verloop van de oorlog te beschrijven. De Egyptische opzet zou namelijk geheel mislukken: in feite waren het de Israëlische strijdkrachten die zich eerst aan het kanaal zouden consolideren en er daarna een uitgebreid verdedigingsstelsel zouden opbouwen, uiteindelijk resulterend in grootschalige operaties op het Afrikaanse grondgebied van Egypte.

### Eerste schermutselingen
Tijdens de Zesdaagse Oorlog was Port Fouad, hoewel aan de oostelijke zijde van het Suezkanaal gelegen, niet door Israël bezet omdat de stad lastig bereikbaar was. Zij ligt aan het noordelijkste uiteinde van de kanaaldijk en wordt aan de oostzijde afgeschermd door ontoegankelijke zoutmoerassen. Eind juni werd duidelijk dat de Egyptenaren de stad aan het versterken waren en steeds verder naar het zuiden opdrongen. Op 1 juli poogde een Israëlische compagnie pantserinfanterie met M3 Half-Tracks de dijk te zuiveren en van het zuiden uit Port Fouad te nemen. De stad op vijftien kilometer naderend lukte het een eerste blokkerende Egyptische positie te breken van een commando-eenheid die snel een hinderlaag gelegd had. Een dag later moest de aanvalspoging echter worden opgegeven omdat hevig artillerievuur van de overzijde van het kanaal een verdere opmars onmogelijk maakte. Port Fouad zou onbezet blijven.

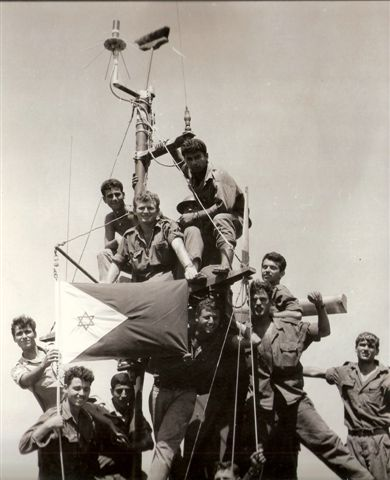
In navolging van Maarten Tromp voert de bemanning van een Israëlische torpedoboot op 12 juli een bezem op de mast als teken dat de "zee is schoongeveegd"

In de volgende dagen bleef deze sector onrustig, waarbij ook de zeemachten van de strijdende partijen ingezet werden. Op 11 juli werden twee Egyptische torpedoboten, op patrouille voor de kust van Roemani, onderschept door het vlaggenschip van de Israëlische marine, de torpedobootjager INS Eilat die begeleid werd door de torpedoboten Aya en Daya. De Egyptische vaartuigen werden door kanonvuur op korte afstand tot ontploffing gebracht waarbij de Eilat licht beschadigd raakte.
Dezelfde dag kwamen Egypte en Israël overeen dat de Verenigde Naties waarnemingsposten aan beide zijden van het kanaal mochten inrichten. Om te zien of Egypte zou accepteren dat de wapenstilstandslijn precies in het midden van het kanaal lag, probeerde de Israëlische marine op 14 juli sloepen langs die lijn te laten patrouilleren. De bootjes kwamen al snel onder machinegeweervuur te liggen waarna de situatie escaleerde door de inzet aan beide zijden van van artillerie, tanks en straaljagers. De gevechten duurden tot en met 16 juli. Negen Israëliërs sneuvelden; vier Egyptische MiG-17s en drie MiG-21s werden neergeschoten. Hierna zagen beide partijen ervan af nog marinevaartuigen in het kanaal zelf te laten opereren.
Op 1 september stelde de Arabische Liga in Khartoem de resolutie van Khartoem op met de "drie nee's": neen tegen een erkenning van Israël, neen tegen onderhandelingen met Israël en neen tegen vrede met Israël. 
Als uitwerking hiervan kondigde Nasser in Caïro aan dat hij een uitputtingsoorlog zou gaan voeren. Die maand begon Egyptische artillerie van het Green Island af, een oud Brits zeefort voor de zuidelijke uitgang van het Suezkanaal, de Israëlische posities te bestoken. Hierop ontvlamden zware artillerieduels langs heel het kanaal. Het gevolg was dat duizenden Egyptische burgers de kanaalzone ontvluchtten. Uiteindelijk zouden er driekwart miljoen hun toevlucht zoeken in de rest van Egypte.

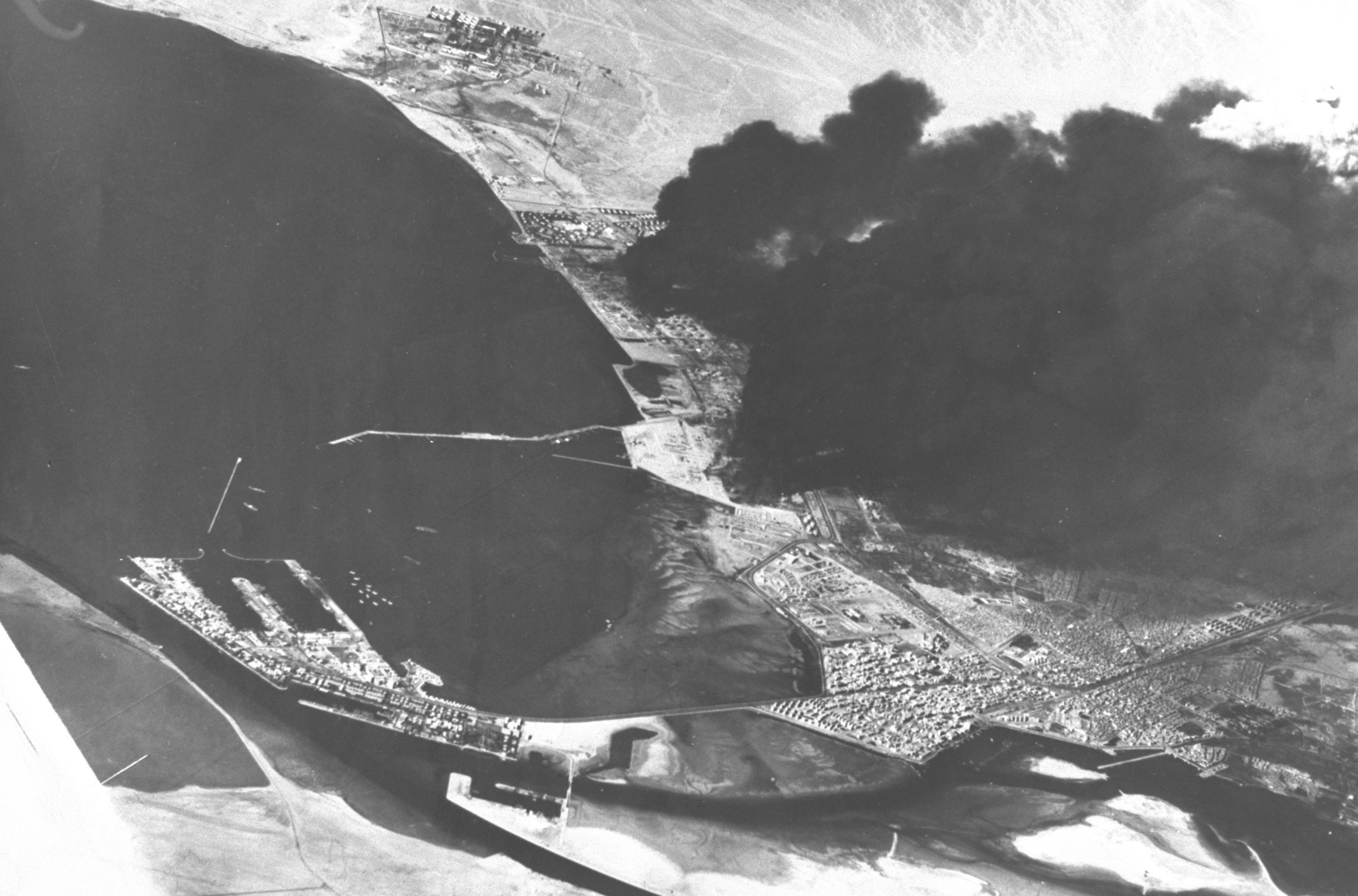
Brandende olieraffinaderij langs het Suezkanaal

De regelmatige patrouilles van de Eilat tot voor Port Said maakte het de Egyptische marine zeer moeilijk die haven nog als een marinebasis te gebruiken. Op 21 oktober zette men twee raketboten van de Komarklasse in die op de rede van Port Saïd lagen. Om 17:32 en 17:34 werd de Eilat op een afstand van vijftien zeemijl getroffen door een P-15 Termit "Styx" antischeepsraket. De twee inslagen beschadigden het vaartuig zwaar. Twee uur later vuurde de tweede raketboot zijn twee raketten af; een ervan trof de Eilat midscheeps en kelderde de torpedobootjager. Zevenenveertig opvarenden kwamen om. Het incident trok grote internationale belangstelling want het was de eerste keer dat een oorlogsbodem tot zinken was gebracht door een geleide raket die van een vijandig oorlogsschip was gelanceerd. Daarbij waren de scheepjes van de Komarklasse weinig meer dan patrouilleboten. Dit leek dus een nieuw tijdperk in te luiden waarin zelfs de grootste oppervlakteschepen in kustwateren verslagen konden worden door kleine goedkope vaartuigjes — overigens een herhaling van de tactische ontwikkelingen in het begin van de twintigste eeuw bij de invoering van de torpedoboot en de onderzeeër. Israël zelf zou in ieder geval zijn marine hierna grotendeels met raketboten uitrusten; de eerste waren al vóór 1967 besteld. Er was ook een meer onmiddellijke reactie. De Israëlische publieke opinie was diep geschokt door het verlies van de Eilat en eiste een vergelding. Op 25 oktober 1967 werden de olieraffinaderij en de olieopslagtanks van Suez door artillerie bestookt. De hierop volgende dagenlange branden richtten een schade aan die indertijd op honderd miljoen dollar werd geraamd. De Egyptische regering evacueerde 350.000 burgers uit de kanaalzone. Grote incidenten bleven langs het Suezkanaal nu bijna voor een jaar lang uit. In deze periode was er vaak voor lange tijd sprake van een echte wapenstilstand waarbij soldaten op beide oevers van het kanaal rustig zaten te vissen. De Israëliërs gebruikten deze tijd om hun posities aanzienlijk te versterken. Omdat ze zelf nauwelijks behoefte hadden aan spoorvervoer — het Israëlische spoorwegnet was niet met de Sinaï verbonden — ontmantelden ze de aan de oostzijde van het kanaal lopende spoorweg om van de bielzen en rails scherfvrije bunkers op te bouwen.

### Inval in Jordanië

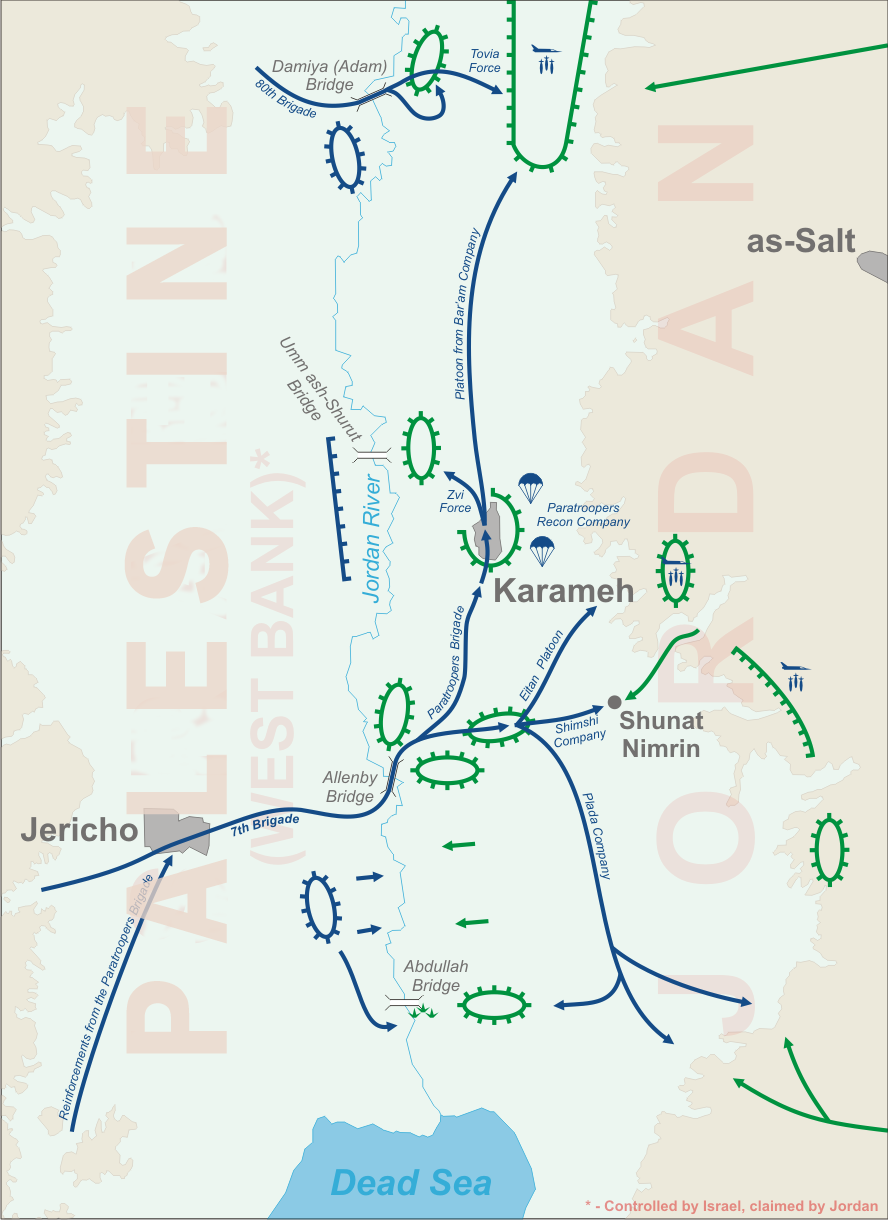
Operatie Tofet

Naast het "westfront" aan het Suezkanaal, had de Uitputtingsoorlog ook nog een "oostfront" aan de grens van Syrië en Jordanië. De regeringen van deze beide landen konden het zich niet veroorloven het met conventionele middelen op een echte slijtageslag met Israël te laten aankomen. In plaats daarvan faciliteerden ze een guerrilla door militante Palestijnse groepen, min of meer centraal gecoördineerd door de PLO. De PLO probeerde een verzetsbeweging op te bouwen in de bezette Westelijke Jordaanoever en Gazastrook. Dat mislukte echter grotendeels door een effectieve Israëlische controle en repressie van gewelddadig verzet, gecombineerd met een ruime mate van feitelijk zelfbestuur die men de lokale Palestijnse gemeenschappen toestond. Daarbij bevonden de meeste Palestijnen die al vóór 1967 bij de PLO betrokken waren geweest zich onder de driehonderdduizend vluchtelingen die naar Transjordanië waren uitgeweken. Vanuit die laatste groep werden trainingskampen opgericht in de oostelijke Jordaanvallei van waaruit in de maanden na de oorlog enkele honderden infiltraties werden uitgevoerd in de Westelijke Jordaanoever en Israël zelf. Ook werd het door Israël bestuurde gebied regelmatig door mortieren beschoten. Tegenvuur van de Israëliërs zorgde ervoor dat de meeste Jordaanse boeren het grensgebied verlieten.
Het Israëlische opperbevel besloot in oktober 1967 een grote zuiveringsactie uit te voeren, Operatie Tofet ("inferno"), om de belangrijkste guerrillabases te vernietigen. Men wilde de Jordaan oversteken en een strook van vijftig kilometer breed en tien kilometer diep bezetten. Dit plan stuitte echter op verzet binnen het Israëlische kabinet waarvan sommige ministers negatieve internationale reacties vreesden. Daarbij kregen de VS lucht van de voornemens en oefenden grote druk uit om ervan af te zien omdat ze Jordanië wilden herwinnen als bondgenoot van het Westen. Ze zetten koning Hoessein van Jordanië, die toch al gemengde gevoelens had over de opbouw van de macht van de PLO, aan om de kampen te ontruimen maar de Palestijnen weigerden te vertrekken. De aanvalsdatum voor Tofet werd eerst bepaald op 14 december en daarna op 12 maart maar in beide gevallen weer uitgesteld. Op 18 maart 1968 reed bij Be'er Ora, iets ten noorden van Eilat, een schoolbus op een in de weg ingegraven landmijn. Twee volwassenen kwamen om en tien scholieren raakten gewond. Het Israëlische kabinet besloot nu een actie bij Eilat uit te voeren, Operatie Assoeta, maar ook Operatie Tofet definitief door te laten gaan, op 21 maart.

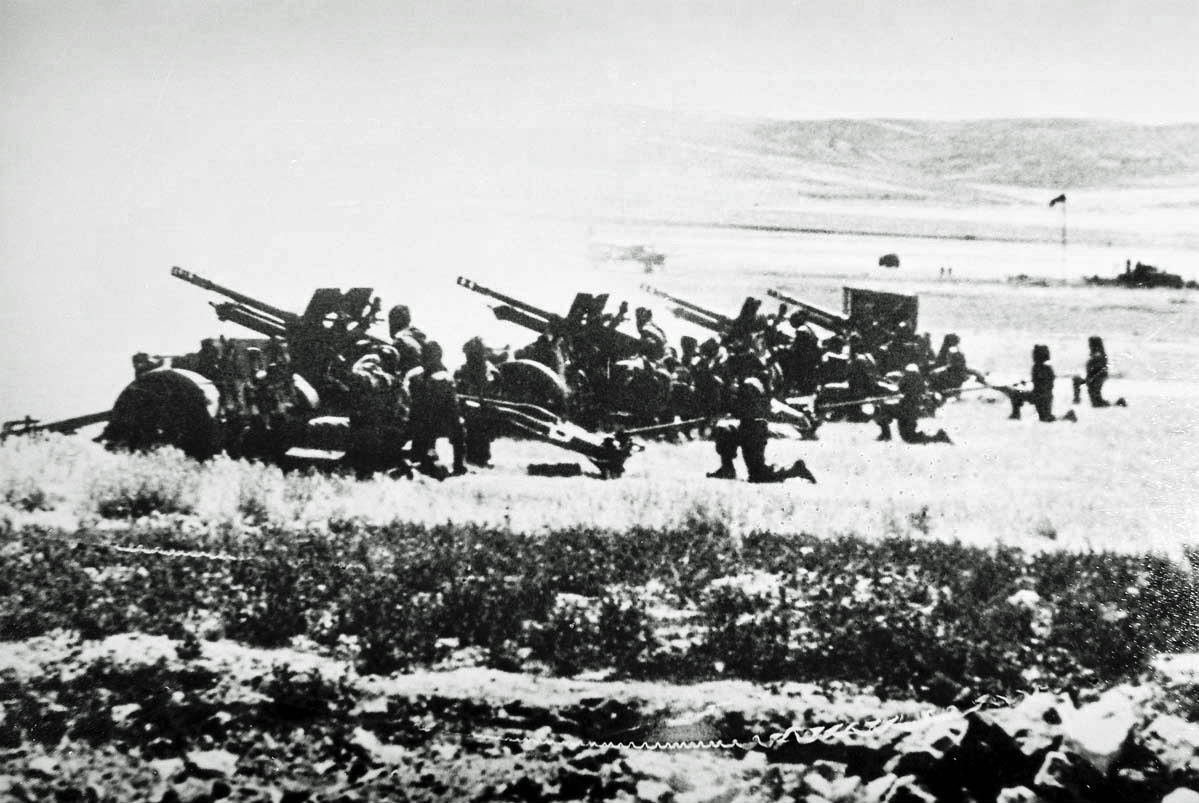
De Jordaanse artillerie, zoals deze 25-pounders, schakelde veel Israëlische pantservoertuigen uit

Operatie Assoeta waarin het dorpje Safi werd aangevallen, verliep voorspoedig: zonder verliezen wisten de Israëliërs een veertigtal guerrillastrijders of Jordaanse politieagenten en soldaten te doden en er zevenentwintig gevangen te nemen. Bij Operatie Tofet echter was de strategische verrassing geheel verloren gegaan. Het Jordaanse leger verwachtte de aanval en had zich er goed op voorbereid. De Israëlische hoop dat men alleen symbolisch verzet zou bieden werd niet bewaarheid. Het plan was om met de 7e Pantserbrigade en de 35e Parachutistenbrigade de zuidelijke Allenbybrug over te steken en met de 80e Infanteriebrigade de noordelijke Damiabrug. Beide aanvalsassen zouden daarna een tangbeweging uitvoeren en samen uitkomen bij de grote guerrillabasis van het stadje Karameh. De zuidelijke aanvalsgroep, rond 05:30 overstekend, liep echter al snel vast op een blokkerende positie waarin zich een Jordaans infanteriebataljon had ingegraven. Slecht weer vertraagde het afzetten door helikopters van luchtlandingstroepen die hadden moeten verhinderen dat de Palestijnse troepen naar het oosten zouden ontsnappen; pamfletten met de oproep zich over te geven werden echter wel afgeworpen zodat duizenden strijders — een veel groter aantal dan men verwacht had — gewaarschuwd de heuvels invluchtten, waaronder Jasser Arafat. Tegen acht uur wist men echter door te breken om in Karameh een achtergebleven kern van zo'n vierhonderd strijders te doden of gevangen te nemen. De noordelijke aanvalsas werd succesvol geblokkeerd door de Jordaanse 1e Divisie, terwijl de zuidelijke troepen in de flank hevig aangevallen werden door de Jordaanse 60e Pantserbrigade die echter acht M48 Patton's verloor. Ondertussen lagen de expeditietroepen onder zwaar artillerievuur, terwijl er weinig Israëlische vuursteun was toegewezen en de luchtmacht faalde in het onderdrukken van de Jordaanse batterijen. Een dertigtal Israëlische tanks werd door artillerievuur uitgeschakeld. De meeste werden met grote moeite geborgen, drie door de eigen troepen opgeblazen; één Shermantank brandde uit. Na 170 huizen in Karameh opgeblazen te hebben had men zich rond 20:40 weer over de Jordaan teruggetrokken, ongeveer 150 gevangenen meenemend.
Hoewel de gestelde doelen min of meer waren bereikt, was het Israëlische opperbevel ontevreden over operatie Tofet wegens de gemaakte tactische fouten en de onnodige verliezen die daarvan het gevolg waren. De Palestijnen en de Jordaniërs zagen het gebeuren als een grote overwinning: men had effectief weerstand geboden, waarna de vijand zich had teruggetrokken. Voor de PLO was het incident een enorm publicitair succes dat de bekendheid en populariteit van de beweging sterk deed toenemen. Duizenden nieuwe strijders melden zich aan bij Al Fatah. Nieuwe kampen werden verder oostelijk opgezet buiten het directe bereik van de Israëlische strijdmacht. Voor Israël werkte de operatie dus averechts. Dat werd nog verergerd doordat de PLO extra publiciteit ging zoeken via vliegtuigkapingen. Op 23 juli 1968 kaapte het Volksfront voor de Bevrijding van Palestina een Boeing 707 van El Al. Op 28 december 1968 voerden elitetroepen van Sajeret Matkal als vergelding een commandoactie uit tegen de luchthaven van Beiroet, waarbij ze dertien vliegtuigen opbliezen. Over het algemeen beperkten na Tofet de vijandelijkheden tussen Israël en zijn oostelijke buren zich echter tot artillerieduels. De aan Jordaanse steden toegebrachte schade was zo groot dat het een diepe kloof veroorzaakte tussen koning Hoessein en de PLO. Toen de Uitputtingsoorlog was afgelopen zou hij tijdens de Zwarte September, na kapingen op Jordaans grondgebied, beginnen de macht van de Palestijnen te breken, waarna de PLO vluchtte naar Libanon, de aanleiding voor de Libanese Burgeroorlog. Syrië probeerde tussen 1967 en 1970 een directe confrontatie met Israël te voorkomen. Dat lukte niet altijd: in juni 1970 voerde de Israëlische 188e Pantserbrigade een overval uit op de Syrische linies bij Rafid waarbij in twee uur tijd de Syrische stellingen daar, waaronder vijftig kazematten, verwoest werden en zesendertig tanks vernietigd.

### Tweede fase

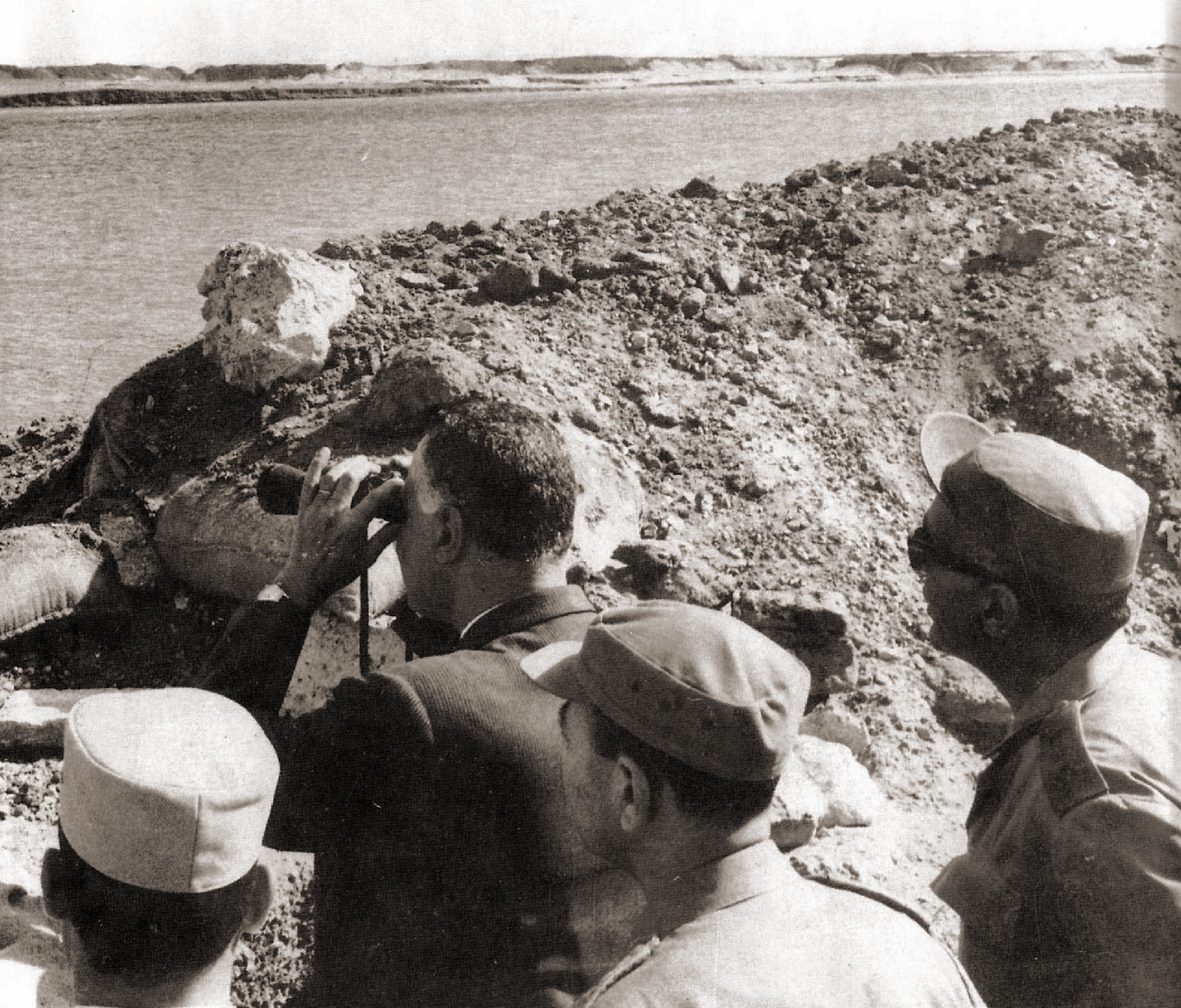
President Nasser bezoekt op 16 november de Egyptische posities nabij het Suezkanaal tijdens de grote rustpauze na oktober 1968

De Slag om Karameh leidde ertoe dat Jordanië en Syrië druk begonnen uit te oefenen op Egypte om alle oorlogsretoriek eens waar te maken en en een substantiële bijdrage te gaan leveren aan de strijd. De Egyptische strijdkrachten leken daarvoor nu voldoende hersteld. In februari 1968 maakte het ministerie van defensie bekend dat het leger weer op 70% van de oude sterkte was. Juist dat feit maakte Nasser echter huiverig de strijd aan te gaan. Het paraat houden van een grote troepenmacht kostte handenvol geld. Egypte had tijdens het eerste jaar na de Junioorlog een geschatte schade opgelopen van 750 miljoen dollar, terwijl daar maar 250 miljoen dollar aan militaire hulp van de Sovjet-Unie en economische steun van Arabische oliestaten tegenover stond. Nasser begon via de Verenigde Staten van Amerika diplomatieke signalen aan Israël te geven dat hij alsnog bereid was om, zonder Jordanië of Syrië daarin te betrekken, op Israëls aanbod uit 1967 in te gaan de Sinaï te demilitariseren. De Israëlische regering voelde zich echter zeer gekrenkt door de Verklaring van Chartoem. Men wenste niet meer op dit niveau te onderhandelen tenzij de gesprekken mede gericht waren op een diplomatieke erkenning van de staat Israël en een vredesregeling. Tot die tijd beschouwde men de Sinaï als een nuttige bufferzone die de nodige strategische diepte verschafte. Nasser besloot hierop om met militaire middelen meer druk te gaan zetten. Hij vreesde ook dat de situatie anders te veel zou normaliseren: het kanaal was aan Israëlische zijde een toeristenattractie geworden en zwemgelegenheden waren aan de oostelijke oever ingericht. Van juni 1968 af was er een geleidelijke toeneming van artillerieduels. Op 8 september 1968 bracht de Israëlische genie een zeemijn tot ontploffing die ter hoogte van Port Tewfik gevonden was. Als reactie begon de Egyptische artillerie langs het hele kanaal plots uitwerkingsvuur af te geven waardoor tien Israëlische militairen sneuvelden. Later die maand waren er meer artillerieduels en er werden ook Egyptische commandoraids uitgevoerd op de oostelijke oever van het kanaal.

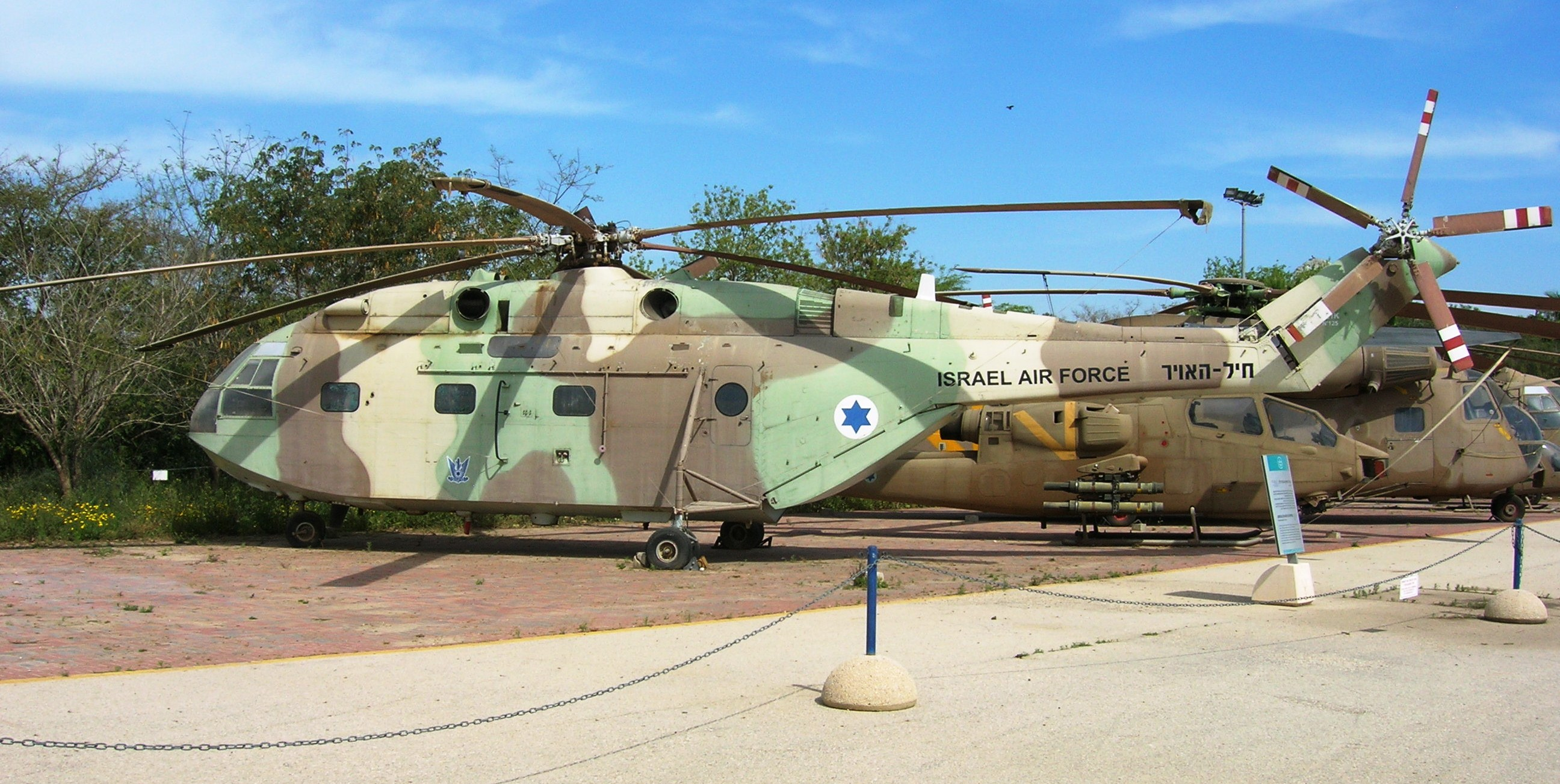
De enorme Super-Frelon helikopters stelden de Israëlische commando's in staat grootschalige acties te ondernemen

Het Israëlische opperbevel meende dat het een verspilling van mankracht en geld zou zijn te pogen Egypte in pure vuurkracht te overtroeven. In plaats daarvan besloot men de zaak te escaleren en de strijd diep in het grondgebied van de vijand te gaan voeren. Op 31 oktober 1968 voerde de Sajeret Matkal een commandoactie uit in het zuiden van Egypte. Troepen afgezet door Sud-Aviation SA321 Super Frelon helikopters bliezen de Nijlbruggen op bij Kina en Nag Hammadi. Bij die laatste plaats werd ook het transformatorstation vernietigd dat de stroom van de Aswandam overbracht naar Neder-Egypte. Nasser besloot dat de effecten van de beschietingen niet opwogen tegen de economische schade en het reputatieverlies en beval het vuren voorlopig te staken, totdat er voldoende milities waren opgericht om het achterland te beschermen.

### De Bar-Lev-linie

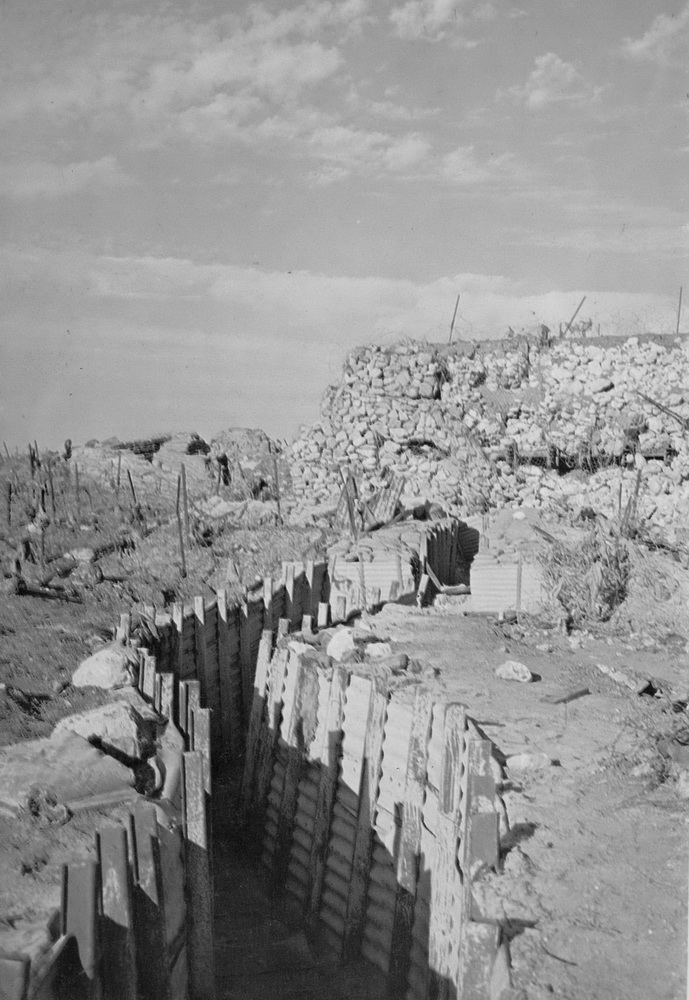
Een bunker van de Bar-Lev-linie

De Israëliërs gebruikten de pauze in de gevechten om opnieuw hun posities op de oostoever van het Suezkanaal te versterken. Bij de beschietingen was pijnlijk duidelijk geworden dat de houten bunkers niet volstonden toen op 26 oktober 1968 een granaat door het dak van een ervan was geslagen en een hele sectie van zestien man gedood had. Op 29 oktober meldde Mosje Dajan aan de Knesset dat sinds de junioorlog aan het "zuidelijke front" 101 Israëlische soldaten waren gesneuveld en zo'n driehonderd gewond geraakt. De toenmalige opperbevelhebber luitenant-generaal Chaim Bar-Lev besloot een fortificatielinie aan te leggen die zo ingericht was dat Israël zich met een minimale inzet van mankracht en een maximale bescherming aan het kanaal kon handhaven. Gescheiden door een tussenruimte van verschillende kilometers werden tweeëntwintig clusters, Maozim, van betonnen kazematten gebouwd die zowel het kanaal zelf als het tussenliggende terrein met machinegeweervuur en mortiervuur konden bestrijken. De vuurkracht van deze complexen werd verder verhoogd door er buitgemaakte oude Egyptische tanks, zoals IS-3's en T-34-85's, in te graven. Om te voorkomen dat Egyptische observatieposten Israëlische troepenbewegingen konden waarnemen, werd een doorlopende zandwal direct op de oostoever opgespoten. Die zou in de jaren erna regelmatig opgehoogd worden en op sommige punten een hoogte bereiken van tegen de veertig meter; de gemiddelde hoogte lag boven de twintig meter. De wal had mede ten doel om een grootschalige Egyptische oversteekpoging te vertragen want zijn hellingen waren te steil voor voertuigen om te beklimmen. Infiltraties door kleinere infanterie-eenheden moesten voorkomen worden door mijnenvelden en prikkeldraadversperringen. Achter de eigenlijke linie werden drie evenwijdige wegen aangelegd waarlangs artillerie en pantserreserves, zelf gereed gehouden in versterkte kampen of Taozim, de forten snel konden versterken. Aangezien iedere cluster door een peloton werd bezet, kon het front zo door minder dan duizend man gehouden worden. De verdedigingslijn werd naar haar bedenker informeel de Bar-Lev-linie genoemd. Dat was niet helemaal terecht: de feitelijke leiding bij het project lag bij de generaal-majoors Avraham Adan en Jesjajahoe Gavisj.
De Bar-Lev-linie was in eerste opzet gereed op 15 maart 1969 tegen een prijs die, inclusief verbeterde militaire infrastructuur in het achterland van de Sinaï, geschat werd op ruim een miljard Israëlische pond of zo'n driehonderd miljoen dollar. Nog voor het besluit ertoe werd genomen, waren er echter al hevige bezwaren tegen geuit door hoge militairen waaronder de generaal-majoors Ariel Sharon en Israël Tal. Zij vonden dat er een fundamentele fout gemaakt werd door over te gaan op een statische verdediging terwijl Israël altijd op de tactiek van de bewegingsoorlog vertrouwd had. Ze spraken spottend van een Maginotlinie-mentaliteit, de gevaarlijke illusie dat het land veilig was achter een onneembare fortengordel. Aangezien de fortificaties altijd afhankelijk zouden blijven van mobiele pantserreserves, konden die het beste zo groot mogelijk worden gemaakt. Regelmatige patrouilles van tanks zouden kazematten overbodig maken. Ook wees Sharon erop dat men in de plannen voor een mogelijke grootschalige oorlog met Egypte al bepaald had dat de Israëlische strijdmacht het kanaal zou oversteken om een definitieve overwinning te behalen. De zandwal zou ook een Israëlische oversteekpoging hinderen. Sharon stelde voor om een grote aanval van Egypte niet af te wachten maar, nu dit land de wapenstilstand regelmatig brak, in een bliksemaanval de Egyptenaren van de westelijke oever te verdrijven, hun artillerie buit te maken en de infrastructuur van de kanaalzone te verwoesten. Hoewel de voorstanders van de linie het pleit wonnen, zou de discussie jaren blijven voortduren. Om tegemoet te komen aan de kritiek, zouden verschillende installaties weer op non-actief gesteld worden, waaronder een fougasse-systeem om brandende benzine in het kanaal te spuiten. Overtollige kazematten en tanks werden met zand opgevuld. Dit verzwakte de verdedigingskracht van de linie. Sommige verlaten kazematten zouden gedurende langere tijd door de Egyptenaren bezet worden.

### Derde fase
Op 8 maart 1969 begonnen de Egyptische artilleriebeschietingen weer. De volgende dag sneuvelde de chef-staf van het Egyptische leger, generaal Abdel Moneim Riad, te Ismaïlia, toen een observatiepost die hij samen met stafofficieren bezocht door een mortiergranaat getroffen werd. Israëlisch tegenvuur bracht nu een ware uittocht van burgers op gang. Na een pauze van verscheidene weken werden de beschietingen op 10 april hervat. De vijandelijkheden zouden van die dag af vrijwel onafgebroken aanhouden tot het einde van de Uitputtingsoorlog zestien maanden later. Beide zijden voerden commandoraids uit en het kwam in toenemende mate tot luchtgevechten. Op 24 mei 1969 haalde een batterij HAWK luchtdoelraketten voor de eerste keer een Arabisch vliegtuig neer — per ongeluk had men op 5 juni 1967 al een terugkerend eigen vliegtuig neergeschoten.

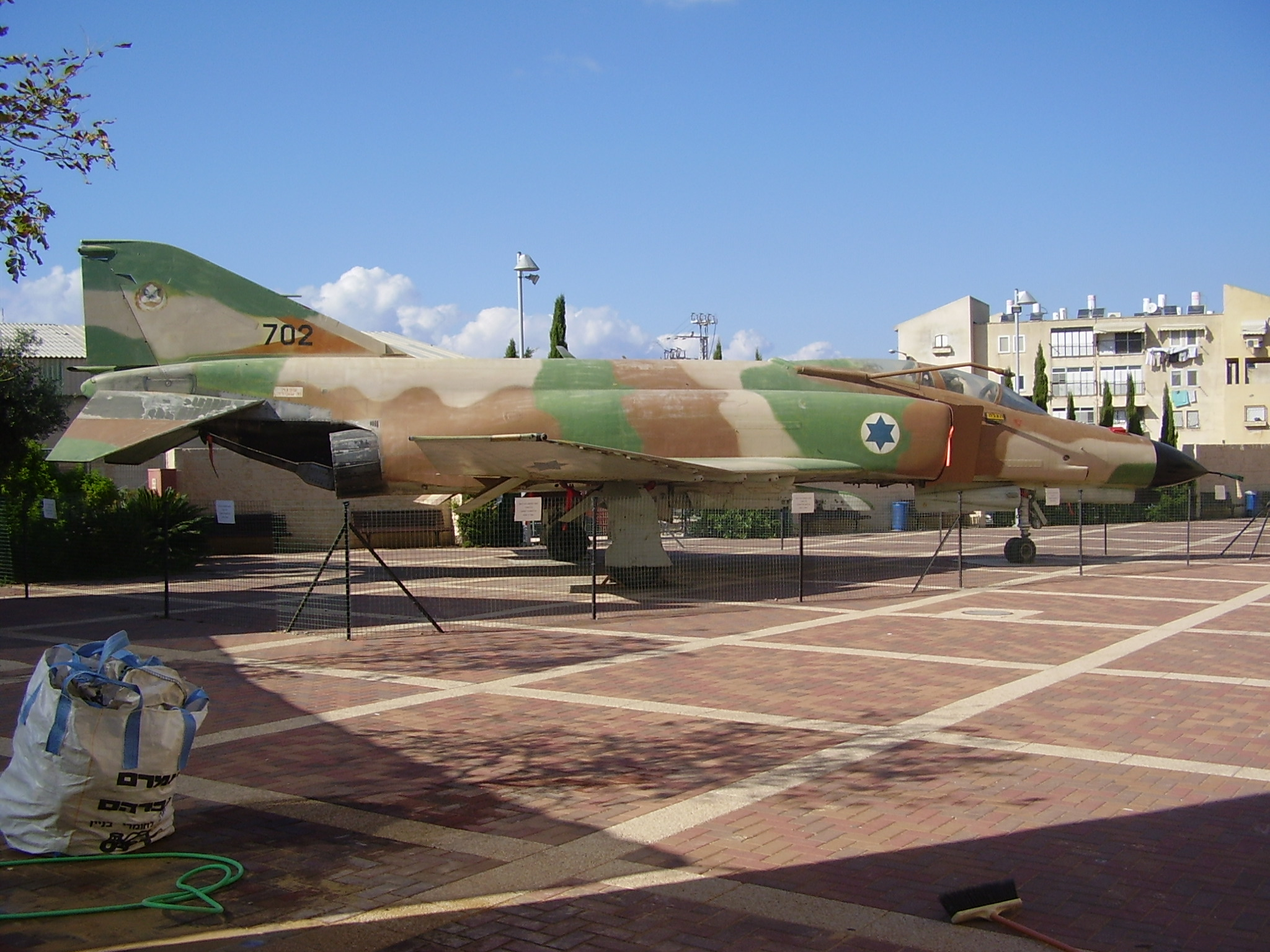
De Phantom II F4E vergrootte de slagkracht van de Israëlische luchtmacht aanzienlijk

Hoewel bleek dat de fortificaties van de Bar-Lev-linie vrijwel ondoordringbaar waren voor de Egyptische veldartillerie en het Egyptische streven de Israëliërs van de oostelijke over te dringen mislukte, was het Israëlische opperbevel niet tevreden met slechts een passief verdedigingssucces. Toen Ariel Sharon werd benoemd tot bevelhebber van het Zuidelijk Commando dat verantwoordelijk was voor het front met Egypte, begon hij in juli 1969 met een serie operaties die bedoeld waren om iedere twijfel over de Israëlische militaire superioriteit weg te nemen, in de hoop dat Nasser de hopeloosheid van de strijd in zou zien. Deze agressievere strategie werd ten dele mogelijk gemaakt door nieuwe Amerikaanse wapenleveranties. Na de junioorlog werden achtenveertig, al vóór dat conflict bestelde, A-4 Skyhawk's geleverd. Hoewel slechts een lichte tactische bommenwerper, kon dit type viermaal de bommenlast meenemen van de Franse jachtbommenwerpers die tot dan toe gebruikt waren. In september 1969 kwam als uitvoering van het Peace Echo-programma een nog veel krachtiger type beschikbaar, de middelzware McDonnell Douglas F-4 Phantom II jachtbommenwerper die nog eens tweemaal zoveel bommen kon dragen. Dit vliegtuig kon ook acht moderne AIM-9D Sidewinder lucht-luchtraketten meevoeren. Hierdoor was de Israëlische luchtmacht voor het eerst in staat het luchtoverwicht met geleide raketten in plaats van met het snelvuurkanon te bevechten. Echter, al van juli 1969 af beheerste Israël het luchtruim volledig. In de zomer van 1969 kon de Egyptische luchtmacht maar een honderdtal gevechtsvluchten uitvoeren tegenover duizend Israëlische sorties. De Egyptische luchtafweergordel die moest vertrouwen op de verouderde S-75 Dvina "SAM-2" luchtdoelraket, welke alleen geschikt was om op grote hoogte vliegende bommenwerpers aan te vallen, werd lamgelegd. De Israëlische luchtmacht kon nu ongestraft zware bombardementen uitvoeren op militaire doelen en de algemene infrastructuur van Egypte.
Tegelijk werden de commandoaanvallen in het Egyptische achterland voortgezet. In de hele Nijlvallei werd in 1969 grote economische schade aangericht. De zomercampagne kenmerkte zich door een aantal grotere acties met een vaak spectaculair karakter. De eerste daarvan was Operatie Boelmoes 6, "Geeuwhonger". In de nacht van 19 op 20 juli landden commando's met rubberbootjes op het Green Island en namen stormenderhand het fort dat bijna het hele oppervlak daarvan besloeg. Daarbij werd gebruikgemaakt van Nederlandse waterdichte aanvalshandgranaten, speciaal voor de gelegenheid aangeschaft. De bezetting van het fort werd bijna helemaal gedood en de installaties opgeblazen, waarna de commando's zich op 20 juli weer terugtrokken. Dezelfde dag werd Operatie Boxer gelanceerd, een massale aanval door het leeuwendeel van de Israëlische luchtmacht op de sector ten noorden van Ismailia. Eerst werden radarinstallaties en luchtdoelraketten uitgeschakeld en een vergeldende Egyptische luchtaanval opgevangen. Daarna werden een week lang de Egyptische artillerieposities gebombardeerd. De Israëlische luchtmacht liet zich slechts met grote tegenzin zo als "vliegende artillerie" gebruiken. Men voorspelde correct dat het effect van de bombardementen van korte duur zou zijn. Sharons hoop dat het Egyptische leger wanordelijk op de vlucht zou slaan, werd niet bewaarheid.

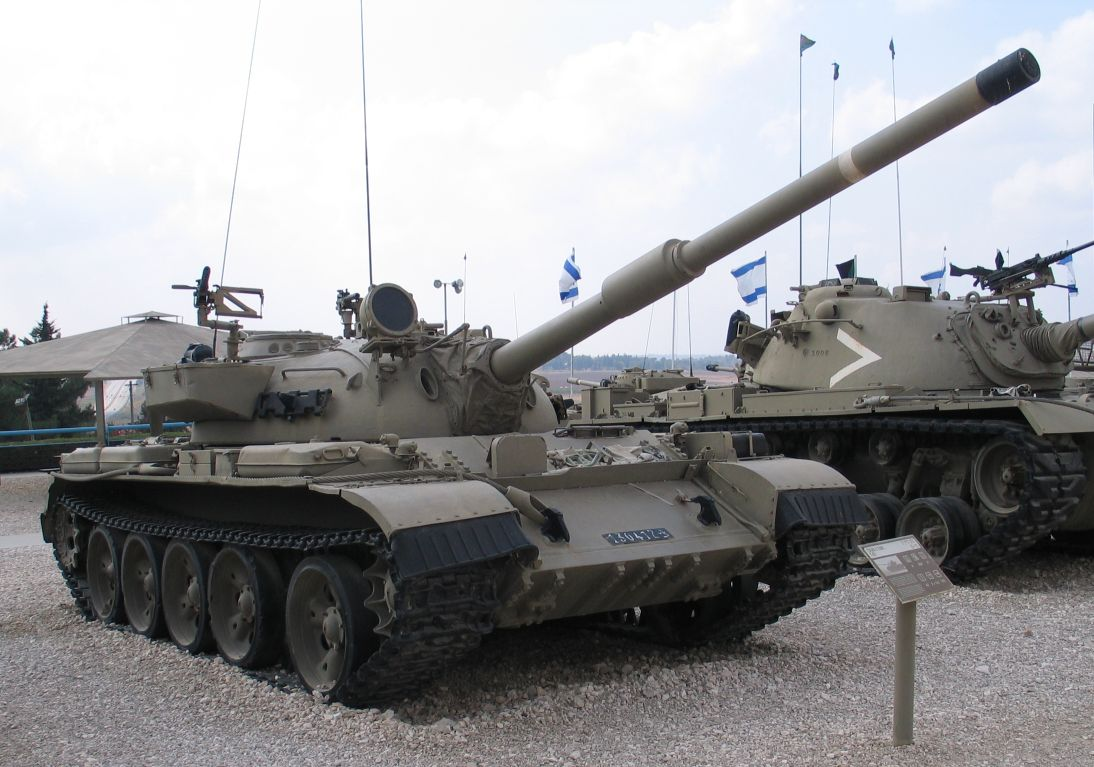
De "Tiran-5" was een T-54/55 verbeterd met een 105 mm kanon

De meest opmerkelijke Israëlische actie vond plaats in september 1969: Operatie Raviv, "motregen". Tijdens de junioorlog was veel Sovjetmaterieel buitgemaakt. Moderne voertuigen werden bij het Israëlische leger in dienst genomen. Hieruit vormde men een task force met de sterkte van ongeveer een compagnie, waaronder zes "Tiran-5"'s, omgebouwde T-54's. Op 7 september voerden marinecommando's eerst Operatie Escort uit waarin ze met bemande torpedo's op de rede van Ras Sadat twee Egyptische torpedoboten tot zinken brachten. In de nacht van 9 september bleek het belang hiervan toen drie Israëlische landingsvoertuigen de Golf van Suez overstaken en op de Egyptische oostkust te El Hafair de kleine expeditiemacht onopgemerkt aan land zetten. Ongehinderd rukte de eenheid zo'n vijftig kilometer langs de kust naar het zuiden op, achter zich de weg gedeeltelijk opblazend en onderweg een dozijn nietsvermoedende Egyptische posten verrassend. Bij Ras Saafrana werd een radarinstallatie vernietigd. Toen men een gealarmeerde Egyptische tankeenheid tegenkwam, draaide men weer om teneinde iets noordelijker geëvacueerd te worden. Het gebeuren was een pijnlijke blamage voor het Egyptische leger. Toen president Nasser ervan hoorde, kreeg hij een hartaanval. Generaal Ahmed Ismail Ali werd als chef-staf van het leger vervangen door generaal Mohammed Sadek.
Ondanks de reeks nederlagen en vernederingen stortten de Egyptische verdediging en moreel niet in elkaar. De opbouw van het leger was zo krachtig dat de eenheden zware klappen konden incasseren zonder hun wezenlijke gevechtswaarde te verliezen. Een totale vernietiging van de luchtmacht werd voorkomen, mede door het bouwen van bomvrije hangars. In een geleidelijk leerproces ontdekte men welke tactieken tegen de Israëlische luchtvloot moesten worden vermeden en welke omstandigheden de beste kans op succes boden. Uiteindelijk wist men ook zelf wat belangrijke overwinningen te boeken. Bepaalde Israëlische hoge militairen en politici raakten hierdoor ongeduldig. In de herfst van 1969 bepleitten vicepremier Yigal Allon, minister van transport Ezer Weizman en Yitzhak Rabin, ambassadeur in de Verenigde Staten van Amerika, dat het Israëlische luchtoverwicht uitgebuit moest worden door over te gaan tot strategische bombardementen op de Egyptische industrie en infrastructuur. Massale luchtaanvallen moesten Egypte op de knieën dwingen. Het kabinet als geheel verwierp echter deze escalatie, zowel omdat men een onevenredig zwaar antwoord op de Egyptische aanvallen afwees als om de luchtmacht te sparen ter ondersteuning van een mogelijke beslissende korte grondoorlog.

### Onderhandelingen
Op het eind van de jaren zestig was er door de ontwikkeling van intercontinentale ballistische raketten, tussen de supermachten de Verenigde Staten van Amerika en de Sovjet-Unie een toestand ontstaan van Mutual Assured Destruction, een gegarandeerde wederzijde vernietiging, in geval van een kernoorlog. Voor beide grote mogendheden werd het een absolute prioriteit te voorkomen dat ze direct met elkaar in gevecht zouden komen. Een escalatie van een oorlog tussen hun satellietstaten leek daarvoor het grootste risico te vormen. Van alle mogelijke conflicthaarden achtte men het Midden-Oosten verreweg het riskantst wegens de voortdurende toestand van oorlog tussen Israël en zijn Arabische buurlanden en het hoge bewapeningsniveau van de strijdende partijen. In de lente en zomer van 1969 hielden de Amerikaanse staatssecretaris voor aangelegenheden het Midden-Oosten en Zuid-Azië betreffende, Joseph John Sisco, en de Sovjetambassadeur in Washington Nikolaj Dobrinin besprekingen om tot een vredesregeling te komen. Als uitvloeisel daarvan stelden de Amerikanen een tienpuntenplan op, het Rogers-plan genoemd naar de minister van buitenlandse zaken William Pierce Rogers, en presenteerden dit op 28 oktober 1969. Het plan voorzag in een Israëlische terugtrekking in ruil voor een demilitarisering van de Sinaï, het openstellen van het Suezkanaal en de Golf van Akaba voor de Israëlische scheepvaart, en het aangaan van vredesonderhandelingen. Zowel Egypte als Israël verwierpen het plan. In het geval van Israël was een belangrijke factor dat Golda Meïr, minister-president sinds 17 maart 1969, een van bovenaf opgelegde regeling categorisch afwees.
Begin december werd het plan publiek gemaakt en de Egyptische en Israëlische leiders spraken zich er in het openbaar tegen uit.

### Militaire interventie door de Sovjet-Unie
Nu Nasser besloten had de strijd voort te zetten, vroeg hij in december 1969 de Sovjet-Unie daarvoor de moderne wapens te leveren, zodat hij het ook tegen de Phantom II kon opnemen. Hij verlangde extra middelzware en zware bommenwerpers om vergeldingsaanvallen te kunnen uitvoeren op de Israëlische industrie en infrastructuur. Egyptische successen in de luchtstrijd waren ten dele mogelijk gemaakt door de mobiele P-15 radar die ook laagvliegende toestellen kon ontdekken en door zijn verplaatsbaarheid minder gevoelig was voor tegenaanvallen. Nasser wilde er een gesloten luchtafweergordel mee opbouwen, voorzien van modernere luchtafweerraketten. Daarnaast wenste hij de MiG-21 MF, een vliegtuigvariant die veel beter in staat was op lage hoogte vliegende doelwitten met de gevechtsradar te volgen.

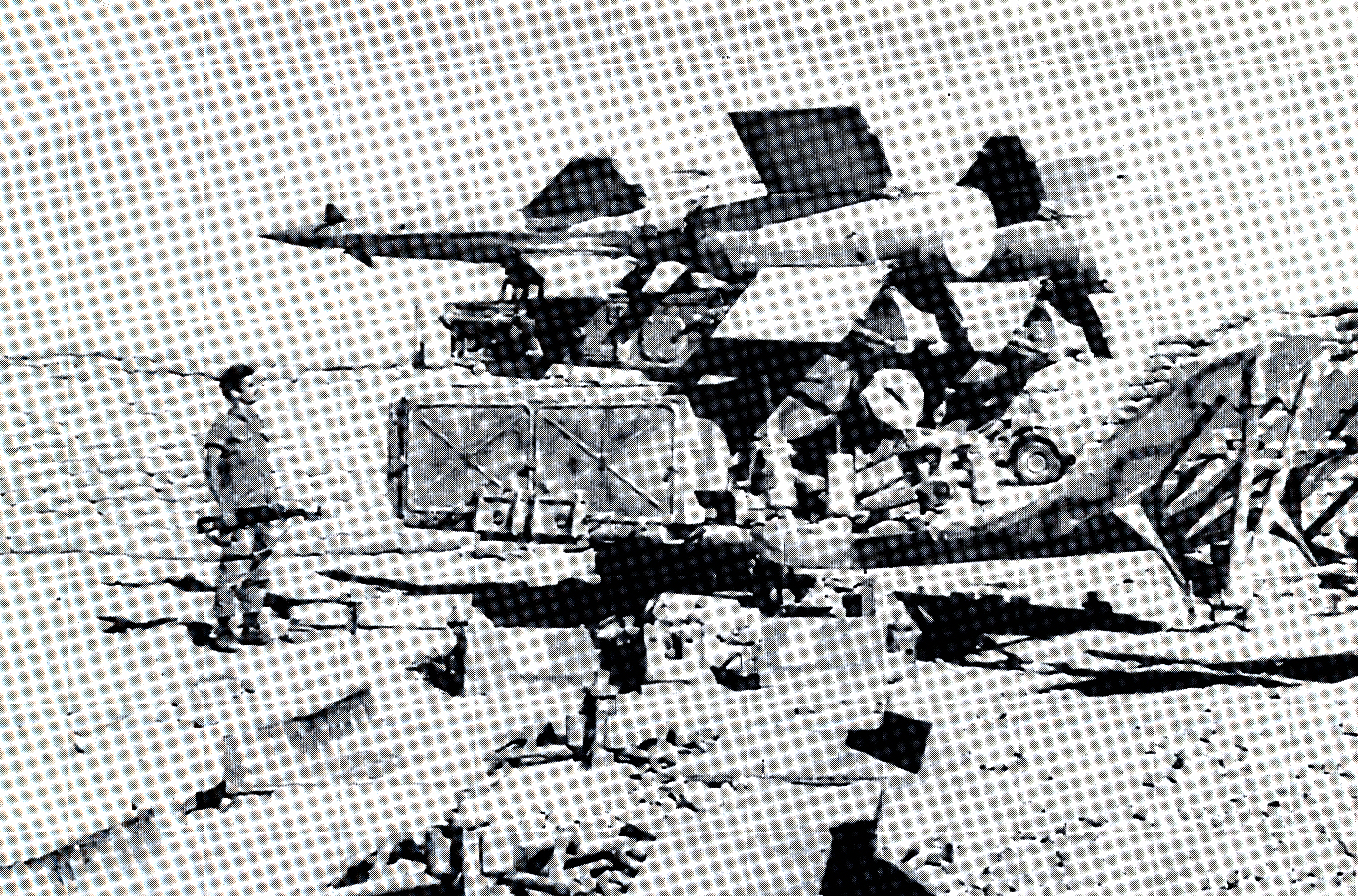
Een "SAM-3"-basis in Egypte

Moskou was echter niet geneigd al die eisen in te willigen. Men voelde er weinig voor om Nasser voor zijn halsstarrigheid te belonen. Op een gevaarlijke escalatie door bombardementen op Israël zat men niet te wachten. Onder hoge sovjetmilitairen heerste sterk het gevoel dat zelfs het versterken van de Egyptische verdediging verspilde moeite was. De Egyptische luchtmacht leek de gevechtsvliegtuigen bijna even snel te verliezen als ze geleverd konden worden, niet alleen in de strijd maar in een even groot aantal ook door ongelukken. De kosten daarvan waren in feite voor de Sovjet-Unie; niemand verwachtte dat Egypte de leningen waarmee ze gefinancierd waren ooit af zou betalen. Men beschouwde Egypte als te onderontwikkeld om complexe moderne wapensystemen operationeel te kunnen houden. Moskou wilde alleen extra radarsystemen leveren en de modernere S-125 Newa, "SAM-3", luchtafweerraket die ook op lagere hoogte effectief was.
Ondertussen gingen de Israëlische aanvallen door. Op 26 december 1969 voerden commando's Operatie Tarnegol 53 (Haan 53) uit waarbij ze op de Rode Zeekust een P-12 radarinstallatie veroverden en per helikopter naar Israël vlogen. De P-12 geleidde de "SAM-2" en de zo gewonnen informatie maakte het veel eenvoudiger de luchtafweer te storen. Het Israëlische kabinet besloot van 8 januari 1970 af met de Phantom II verhevigde bombardementen uit te voeren op militaire doelen in de Nijldelta. Dit is een dichtbevolkt gebied en de nevenschade was aanzienlijk. Op 22 januari 1970 vloog Nasser in het geheim naar Moskou om persoonlijk de Egyptische zaak te bepleiten. Hij zette de Sovjetleiders voor het blok: of er zou effectieve militaire steun verleend worden of Egypte zou zich volledig aan de zijde van de Verenigde Staten scharen, in de hoop dat de VS Israël dan wel zouden laten inbinden. Nu het zijn belangrijkste bondgenoot in het Midden-Oosten dreigde te verliezen, besloot Moskou op 25 januari alsnog de MiG-21 MF te leveren.
De Sovjetleiders zetten daarnaast nog een opmerkelijke stap: ze zouden niet alleen "militaire adviseurs" sturen maar ook elitepiloten, genoeg om een eskader MiG-21s te vormen. Dit zag men als een noodzakelijke voorwaarde om de leveringen enig nuttig effect te laten sorteren. De uitzending zou als een publiek geheim geschieden: officieel zouden er geen Sovjetmilitairen aan de gevechten deelnemen maar men zorgde ervoor dat Israël er toch van op de hoogte zou zijn. De hoop was dat het Israëlische kabinet ervoor zou terugschrikken het direct tegen een supermacht op te nemen. Verder zou men vijftig Soechoj Soe-9 onderscheppingsjagers leveren en vier P-15B radarinstallaties die een divisie aan "SAM-3s" zouden kunnen geleiden. Aangezien het minstens een half jaar zou hebben geduurd om daar Egyptisch personeel voor op te leiden, werden al deze systemen voorlopig door Sovjettechnici bediend. Ten dele zouden die geleidelijk worden vervangen door 1800 Egyptenaren die in de Sovjet-Unie zouden worden getraind. Dat zou het totaal aan Sovjetmilitairen in Egypte doen toenemen van zo'n vierduizend naar vijftienduizend.

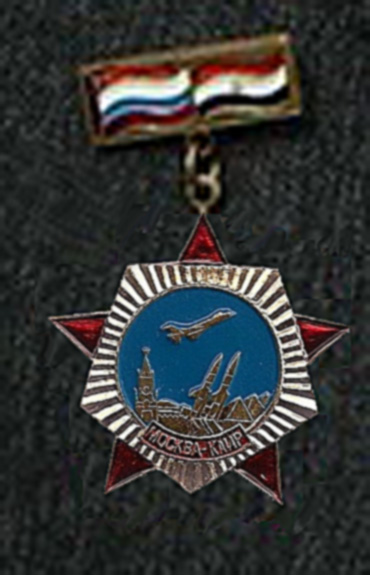
Medaille voor Sovjetmilitairen die meededen aan de missie in Egypte

Inderdaad waren de Israëlische politici in eerste instantie aangeslagen door deze ontwikkeling. Ze hadden gedacht dat de Sovjet-Unie zou voorkomen zelf een strijdende partij te worden in een zich voortslepend conflict zoals de Vietnamoorlog waarin de VS zich hadden verwikkeld. Op 20 maart hield Mosjee Dajan een redevoering op de Israëlische televisie, waarin hij aangaf zich van de aanwezigheid van Sovjetstrijdkrachten bewust te zijn en te zullen proberen een directe confrontatie te vermijden. Hij zei te hopen dat Israël boven de kanaalzone de vrijheid van handelen zou behouden om te reageren op Egyptische artilleriebombardementen. Ondertussen was Israël al begonnen om systematisch met luchtaanvallen de aanleg van de nieuwe raketinstallaties te verhinderen. Uiteindelijk slaagde men er slechts in de bouw te vertragen. Op 25 maart werd de eerste S-125-raketbasis operationeel. Op 8 april kwam er een einde aan de intensieve bombardementen in het Egyptische achterland als repercussie van het Bahr el-Bakarincident waarin zesenveertig kinderen omkwamen omdat hun lagere school aangezien was voor een militaire barak. Op 18 april vuurden MiG-21s raketten af op Israëlische verkenningsvliegtuigen. Die wisten de aanval te ontwijken maar de Israëlische luchtmacht voerde daarna geen diepe penetraties meer uit boven Egyptische grondgebied. Wel werd op 16 mei de torpedobootjager El Qaher voor de kust van Berenike tot zinken gebracht. Hoewel Jigal Allon voorspelde dat de Sovjet-Unie een echte oorlog met Israël zou vermijden uit vrees dat dit tot een conflict met de VS zou leiden, vreesde Dajan dat het omgekeerde het geval zou zijn: dat de VS zich zouden terugtrekken om de situatie niet te laten escaleren. Israël zou het in zijn eentje uiteindelijk niet tegen een supermacht kunnen bolwerken. Dajans gelijk zou al snel bewezen worden toen kort daarop de Amerikaanse regering negatief reageerde op een Israëlisch verzoek om een versnelde levering van Phantom IIs en een waarschuwing aan de Sovjet-Unie om Israël niet te bedreigen.
In de zomer van 1970 werd een directe confrontatie bijna onafwendbaar. De opbouw van de nieuwe luchtafweergordel op de westoever van het kanaal lokte Israëlische pogingen uit de raketbases te vernietigen. De intensiteit van de bombardementen was in mei verhoogd tot vierduizend ton bommen per maand. Ten zuiden van Port Said, waar de luchtafweer zwakker was, stak het Israëlische leger verschillende keren het Suezkanaal over om hele sectoren van kilometers breedte van vijandelijke artillerie te zuiveren. Om de luchtafweer in de centrale sector te versterken begonnen de Sovjets een diepere raketzone in te richten met elkaar ondersteunende lanceerinstallaties. De Israëlische luchtmacht zette hierop een offensief in om de voltooiing daarvan te verhinderen. Begin juli gingen hierbij weliswaar drie Phantom IIs verloren maar de verliezen onder de Sovjettechnici waren groot. Het Sovjeteskader poogde hierop de Israëlische luchtmacht ook van het kanaal te dringen. Op 25 juli werden twee Skyhawks aangevallen door twee MiG-21s en tot over de Sinaï achtervolgd. Het Israëlische kabinet besloot hierop het Sovjeteskader op zijn plaats te zetten. Op 30 juli werd het door Dassault Mirage III-verkenners in een hinderlaag van Mirage IIIs en Phantom IIs gelokt waarbij vijf MiG-21s werden neergeschoten en twee van de vijf piloten omkwamen. De Egyptische piloten, die zich wel bewust waren van de lage dunk die hun bondgenoten van hun capaciteiten hadden, verheelden nauwelijks hun leedvermaak dat het puikje van de Sovjetluchtmacht het er nog slechter afbracht dan zij. Een probleem voor de Sovjetpiloten was dat zij de MiG-21 bleven gebruiken in zijn oorspronkelijke rol van onderscheppingsjager voor de korte afstand en op grote hoogte. De Egyptische luchtmacht was begonnen te ontdekken dat het type onverwachte voordelen had in een dogfight op lage hoogte door zijn lage overtreksnelheid en een goede bestuurbaarheid bij een hoge aanvlieghoek maar het Sovjeteskader had daar niet van willen leren. In reactie op de nederlaag besloot de Sovjetleiding het aantal piloten in hun Egyptische eskader te verdubbelen maar dat zou al snel irrelevant blijken door een nieuwe wapenstilstand.

### Nieuwe onderhandelingen en wapenstilstand

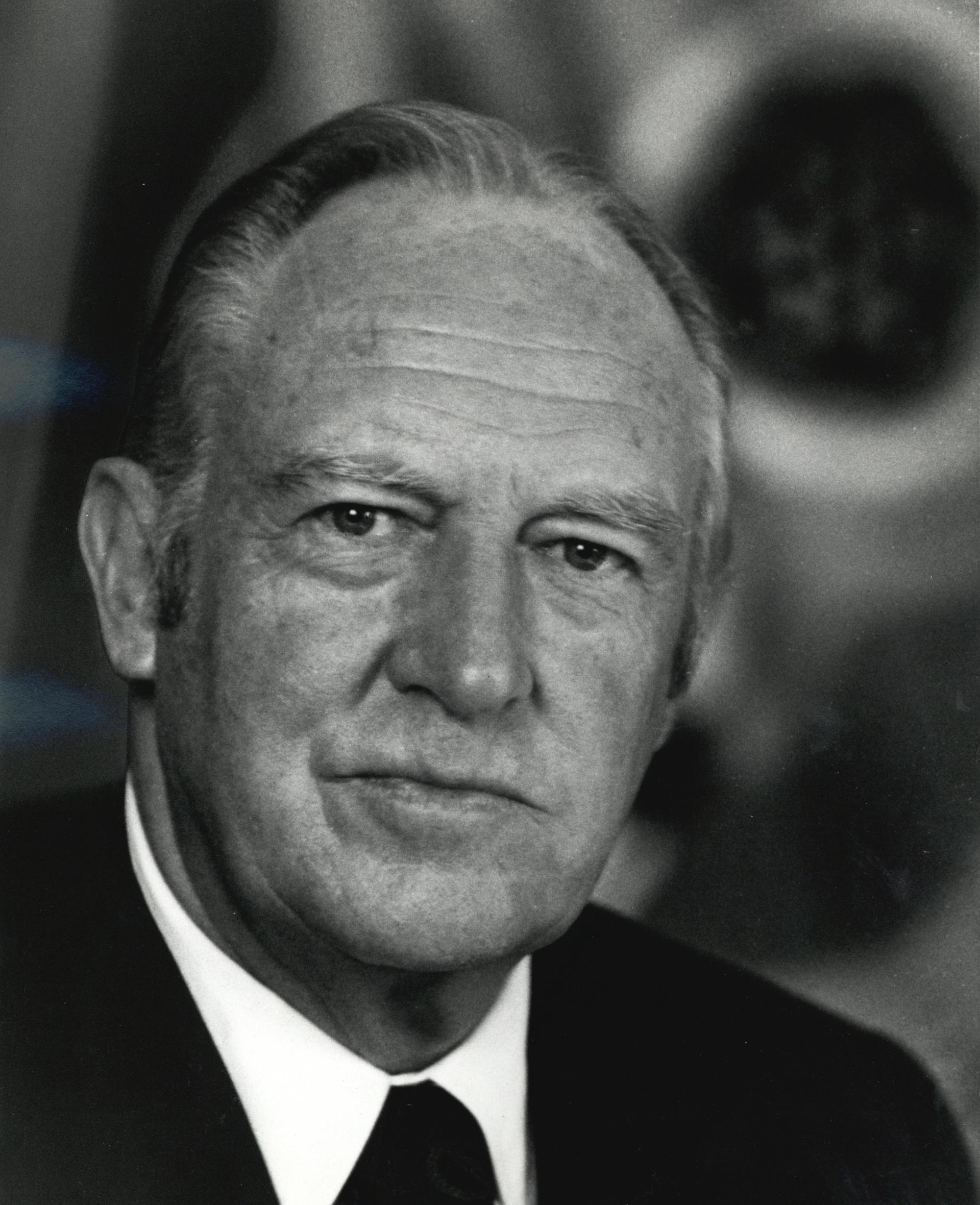
In tweede instantie wit Rogers de Uitputtingsoorlog te beëindigen

In het voorjaar van 1970 begon Nasser opnieuw via de VS om een wapenstilstandsregeling te vragen. De intensiteit van de Israëlische aanvallen had het oorspronkelijke doel van de Uitputtingsoorlog, het herwinnen van de Sinaï, naar de achtergrond gedrongen. Sovjetadviseurs hadden de Egyptische artillerie gereorganiseerd, met een grotere klemtoon op het veroorzaken van zoveel mogelijke Israëlische verliezen tijdens troepenbewegingen, maar het belang hiervan leek in het niet te vallen bij de vraag of Egypte in de luchtoorlog zou kunnen standhouden. Ook aan Israëlische zijde ging het conflict al lang niet meer om het onderdrukken van het Egyptische geschut. Sinds de crisis voorafgaande aan de Junioorlog had Israël een regering van nationale eenheid. Politici aan de rechterzijde wilden de oorlog voortzetten totdat belangrijke voordelen waren bereikt, zoals een demilitarisering van de westelijke kanaalzone, een terugtrekken van de Sovjet-Unie, een erkenning van de staat Israël of zelfs de val van het Egyptische regime.
Op 2 mei 1970 zond Nasser een telegram aan president Richard Nixon persoonlijk met het voorstel een dialoog aan te gaan. Hoewel Henry Kissinger bezwaren had tegen een toenadering, wisten Sisco en Rogers Nixon te overtuigen dat er opnieuw een wapenstilstandsplan geformuleerd moest worden. Het was veel minder vergaand dan het Rogers Plan en behelsde voornamelijk een staakt-het-vuren, voorlopig voor drie maanden, met behoud van de status quo. Op 19 juni werd dit gepresenteerd aan de Israëlische regering. Op 21 juni verwierp het Israëlische kabinet een wapenstilstand. Men ging ervan uit dat Nasser dit ook zou doen, zodat Israël geen blaam zou treffen bij een voortduren van de oorlog. Op 21 juli aanvaardde Nasser het voorstel echter; tijdens een medische behandeling in Moskou had hij eind juni de overtuiging gekregen dat de Sovjet-Unie niet wezenlijk geïnteresseerd was in een Israëlische nederlaag en hem slechts zo lang mogelijk aan het lijntje probeerde te houden. Jordanië sloot er zich bij aan. Op 23 juli arriveerde een diplomatieke missie van Nixon. De Amerikanen beloofden de wapenleveranties te hervatten. Daarnaast bezwoer Nixon dat hij Israël nooit een vredesregeling zou opdringen. De Amerikaanse toenadering leidde in Israël tot een kabinetscrisis. De Arbeiderspartij meende dat men Nixon niet kon schofferen door een afwijzing. De rechtse Gahal was echter verdeeld: de liberale vleugel wilde wel overgaan tot meer ontspannen relaties met Egypte maar voor de conservatieve vleugel onder Menachem Begin, de oude Cheroet-partij, was dit onaanvaardbaar. Op 30 juli aanvaardde het kabinet het voorstel en stapte de GAHAL uit de regering. Op 7 augustus 1970 werd een nieuwe wapenstilstand van kracht.
Het had weinig gescheeld of de oorlog was onmiddellijk weer losgebarsten. Deel van de overeenkomst was een verbod voor Egypte om de luchtafweergordel ten westen van het kanaal te voltooien. Maar nauwelijks was de wapenstilstand van kracht geworden of de werkzaamheden begonnen weer. Mosjee Dajan wilde de bombardementen meteen hervatten. Het grootste deel van het kabinet besloot echter slechts een diplomatiek signaal af te geven door op 3 september te laten weten dat de vredesgesprekken in het kader van de missie door de Zweedse diplomaat en VN-gezant Gunnar Jarring zouden worden opgeschort. Op 28 september 1970 stierf Nasser aan een hartaanval. Zijn opvolger, Mohammed Anwar al-Sadat, respecteerde de wapenstilstand grotendeels voor ruim drie jaar, hoewel hij hem slechts eenmaal formeel met drie maanden zou verlengen.

## Gevolgen
Op het eerste gezicht leek de Uitputtingsoorlog geëindigd te zijn in een totale overwinning voor Israël. Zonder dat daar enige Israëlische concessie tegenover stond, zag Egypte van de poging de Sinaï te heroveren af. Van een belangrijke "uitputting" aan Israëlische zijde was daarbij geen sprake geweest. Hoewel sommige bronnen de Israëlische verliezen op ongeveer 1500 man schatten, betreft dit het totaal aan omgekomen militairen in de periode juni 1967 tot augustus 1970, inclusief sterfgevallen door ziekte of ongelukken. Het aantal in de strijd gesneuvelde militairen bedroeg daarvan een derde. Tegen Egypte kwamen 367 man om en raakten 999 gewond, waarvan 260 doden in 1969 en 1970 vergeleken met 529 verkeersdoden in dat laatste jaar. Ongeveer dertig vliegtuigen gingen verloren waarvan veertien in luchtgevechten; vijf Phantom IIs werden neergehaald door luchtafweerraketten. De Egyptenaren verloren ruim honderd vliegtuigen in de strijd en evenveel door ongelukken. Ongeveer vijfduizend Egyptische militairen sneuvelden en tweeduizend burgers kwamen om. Daarnaast leed Egypte ernstige economische schade.
Toch waren er al in 1970 sterke aanwijzingen dat de Sinaï voor Israël geen rustig en ongestoord bezit zou blijven. De hele Uitputtingsoorlog was een teken dat Egypte niet van plan was het verlies te accepteren maar wel de bereidheid had grote moeite en inspanningen te getroosten om het gebied te herwinnen. Tijdens de Uitputtingsoorlog had de Egyptische luchtmacht daartoe belangrijke gevechtservaring opgedaan. Hoewel ook de Israëlische luchtmacht haar capaciteiten vergroot had en dus verdedigd zou kunnen worden dat haar bestaande voorsprong behouden bleef, gold dat zeker niet voor de luchtafweer. Weliswaar bleken de HAWK-raketten zeer effectief maar het belang daarvan was gering omdat Israël met alleen straaljagers ook wel de heerschappij in de lucht had kunnen bevechten. De nieuwe gordel van Sovjetraketten had daarentegen het potentieel om het Israëlische luchtoverwicht geheel te neutraliseren. De Israëlische strijdmacht onderkende daarbij onvoldoende dat dit gunstige omstandigheden schiep voor een grootschalige Egyptische poging om de oostelijke oever van het Suezkanaal te heroveren. Tussen 1967 en 1970 nam de professionaliteit van de Egyptische landmacht sterk toe. Haar Israëlische tegenhanger begreep dit onvoldoende. De Junioorlog had bij Israël een illusie van onkwetsbaarheid en vanzelfsprekende militaire superioriteit geschapen en de overtuiging dat ieder internationaal conflict door een geweldsescalatie in zijn voordeel beslecht kon worden. Vanuit die illusie werd ook de Uitputtingsoorlog geïnterpreteerd. Men maakte zichzelf wijs dat het Egyptische leger op het punt van instorten had gestaan en de Egyptische bevolking bijna in opstand was gekomen. Het gevoel van onkwetsbaarheid leidde er ook toe dat Amerikaanse vredesinitiatieven genegeerd werden. Dat het voordelig zou kunnen zijn vrede met Egypte te sluiten, kwam bij de Israëlische regering eenvoudigweg niet op. Gezien de Koude Oorlog nam men de Amerikaanse steun als een vaststaand gegeven aan.
Anders dan bij de politici begonnen er tijdens de Uitputtingsoorlog onder de Israëlische bevolking stemmen op te gaan om tot een vredesregeling te komen. Dat was een nieuwe ontwikkeling: bij eerdere oorlogen was de bevolking juist oorlogszuchtiger geweest dan de politieke leiding en had er nooit serieuze twijfel geheerst over de legitimiteit van de militaire acties. De eindeloze opeenvolging van schermutselingen echter, zonder echte dreiging voor Israël maar ook zonder beslissende overwinningen, leidde vooral onder de jeugd tot een zekere oorlogsmoeheid en kritiek op de ontoeschietelijke houding van het kabinet. De kritische houding werd maar door een minderheid gedeeld. Het grootste deel van de bevolking accepteerde wel de wapenstilstand maar alleen omdat het zich door de regering liet overtuigen dat Egypte eigenlijk verslagen was.
Al-Sadat trok uit de gebeurtenissen van de Uitputtingsoorlog de conclusie dat alleen een grootschalige aanval Israël tot de onderhandelingstafel kon dwingen. Uiteindelijk moest Egypte daar dan wel een reëel vredesaanbod kunnen doen. Hij meende begrepen te hebben dat een diplomatieke erkenning van de staat Israël de beslissende concessie zou zijn. Natuurlijk kon hij die concessie meteen doen en een oorlog vermijden. Diplomatieke signalen via de verschillende vredesmissies dat Egypte op dit punt compromisbereid was, leidden echter niet tot een doorbraak. Uiteindelijk besloot Al-Sadat op de kracht van de ondertussen nog verder gemoderniseerde luchtafweergordel te vertrouwen en een oversteekpoging te wagen, een plan dat Nasser volgens veel Israëlische analisten al in 1970 had uitgevoerd als zijn voortijdige dood dit niet verhinderd had. In oktober 1973 kwam het zo tot de Jom Kippoeroorlog.